# Amphiceratodon arrowi
Amphiceratodon arrowi là một loài bọ cánh cứng trong họ Bọ hung (Scarabaeidae).